# Rayon de courbure

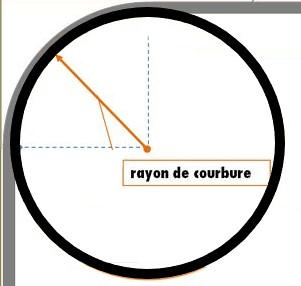
Rayon de courbure d'un tracé.

Le rayon de courbure d'un tracé, en général noté ρ (lettre grecque rhô) indique son niveau d'incurvation : plus le rayon de courbure est élevé, plus le tracé se rapproche d'une ligne droite, et inversement. Mathématiquement, le rayon de courbure est la valeur absolue du rayon du cercle tangent à la courbe au point recherché, cercle qui y « épouse cette courbe le mieux possible ». Ce cercle est appelé cercle osculateur à la courbe en ce point. Le rayon de courbure est aussi l'inverse de la courbure γ : ρ = 1/γ.

## Rayon de courbure d'un arc plan
Considérons un plan muni d'un repère orthonormé, et un arc dans ce plan.
Si l'arc est défini par une équation paramétrique (x(t) , y(t)), alors le rayon de courbure vaut :
{\displaystyle \rho ={\frac {(x^{\prime 2}+y^{\prime 2})^{3/2}}{x'y''-y'x''}}\quad {\text{avec}}\quad x'={\frac {\mathrm {d} x}{\mathrm {d} t}}(t),\quad x''={\frac {\mathrm {d} ^{2}x}{\mathrm {d} t^{2}}}(t),\quad y'={\frac {\mathrm {d} y}{\mathrm {d} t}}(t)\quad {\mbox{et}}\quad y''={\frac {\mathrm {d} ^{2}y}{\mathrm {d} t^{2}}}(t)}
en particulier en coordonnées polaires, {\displaystyle x(t)=r(t)\cos(t)}, {\displaystyle y(t)=r(t)\sin(t)} avec {\displaystyle r} deux fois dérivable,
{\displaystyle \rho ={\frac {(r'^{2}+r^{2})^{3/2}}{2r'^{2}+r^{2}-rr''}}}
quand le dénominateur est non nul.
Si l'arc est défini par une équation cartésienne y = f(x), alors le rayon vaut :
{\displaystyle \rho (x)=\left|{\frac {(1+y^{\prime 2})^{3/2}}{y''}}\right|}.
Lorsque la dérivée est faible (y' << 1), c'est-à-dire lorsque la tangente est proche de l'horizontale, on prend souvent l'approximation (1 + y'2) ≈ 1 et donc
{\displaystyle \rho (x)\approx 1/y''}.

## Applications
- En optique géométrique, le rayon de courbure permet de distinguer différents types de lentilles optiques. En effet, une lentille se compose d’une face d’entrée et de sortie, qui peuvent être courbes ou planes. Ainsi, les lentilles sont classées grâce aux propriétés de symétrie entre les deux faces et selon la valeur de leur rayon de courbure.
- Le rayon de courbure d'une ligne de chemin de fer est souvent limité par un minimum pour permettre aux trains de l'emprunter, ceux-ci ne pouvant pas tourner de façon trop brutale sous peine de dérailler (emportés par leur inertie).